# Die letzten Hexen von Blackbird Castle
Die letzten Hexen von Blackbird Castle (im Original: Cinders and Sparrows) ist ein Fantasy-Schauerroman und Kinderbuch von Stefan Bachmann aus dem Jahr 2020, der 2023 auf Deutsch bei Diogenes erschien. Das Buch wurde von der US-amerikanischen wie von der deutschsprachigen Presse überwiegend positiv rezensiert und in verschiedene Sprachen übersetzt, ins Deutsche von Stefanie Schäfer.

## Handlung
Eine Vogelscheuche klettert über den Gartenzaun und überbringt dem zwölfjährigen Dienstmädchen Zita einen Brief: Sie soll ein Schloss hoch oben in den Bergen geerbt haben. Außerdem soll sie eine Nachfahrin von mächtigen Hexen sein. Aber Zita kennt weder praktische Zaubersprüche noch hat sie einen fliegenden Besen. Sie hat ihr ganzes Leben lang gedacht, dass sie eine Waise ist.
Sie reist zum Schloss und findet es fast verlassen vor. Die Vormundschaft hat die elegante und unheimliche Frau Cantanker übernommen, die behauptet, eine gute Freundin ihrer Mutter gewesen zu sein. Aber es sind keine Verwandten im Schloss zu finden und Frau Cantanker glaubt, dass Zita nicht die wahre Erbin ist, sondern eine junge Hochstaplerin. Zita freundet sich mit zwei geheimnisvollen Dienstbotenkindern an und erfährt, dass die Familie der Hexe unter merkwürdigen Umständen gestorben und sie vielleicht die Letzte ihrer Linie ist. Sie erfährt auch, dass sie selbst in großer Gefahr sein könnte, wenn sie wirklich die Erbin ist. Aber sie weiß nichts über ihre Vergangenheit und ist unsicher, wie sie beweisen kann, wer sie ist und ob sie überhaupt die ist, für die die anderen sie halten. Durch verschiedene Proben und Prüfungen erkundet sie das Schloss und sucht nach Hinweisen darauf, was wirklich mit ihr und ihrer Familie passiert ist.

## Rezeption
Das Buch wurde von der deutschsprachigen Presse positiv aufgenommen. Der Börsenverein des Deutschen Buchhandels wählte es zu einem der 100 besten Kinder- und Jugendbücher 2023. 3Sat wählte es als Kinderbuchtipp. Die Süddeutsche Zeitung nannte es in ihrer Rezension „dynamisch“ und ein „fantastische[s] Buch“, und Maren Bonacker vom Börsenblatt schrieb: “Ein spannender und atmosphärischer Roman, der beinahe ein historischer Kriminalroman sein könnte – wären da nicht die immer wieder nebenbei eingeflochtenen magischen Details und Geisterwesen, die dieses Buch im wahrsten Sinne des Wortes so zauberhaft machen.” Es wurde von den Lesern von Lovelybooks in die Shortlist des Lovelybooks Community Awards für das beste Fantasy-Buch aufgenommen.
In den USA schrieb Autor Soman Chainani darüber: „Eine fesselnde Coming-of-Age-Geschichte. Die Hallen von Blackbird Castle mögen dunkel und verwunschen sein, aber die Charaktere, die dort leben, sind liebenswürdig und lebendig.“ Das Buch wurde für den Dorothy Canfield Fisher Children’s Book Award nominiert. Jean Westmoore nannte Bachmann in ihrer Rezension einen „Meister der Fantasie“.